# Гурий (Руготин)
Архиепископ Гурий (в миру Григорий Григорьевич Руготин; ок. 1500, Радонеж — 5 декабря 1563, Казань) — епископ Русской церкви, первый архиепископ Казанский и Свияжский.
Почитается в лике святителя. Память совершается (по юлианскому календарю): 5 декабря (в день кончины), 4 октября (обретение мощей в 1595 году), 20 июня (перенесение в 1630 году мощей в кафедральный собор Казани).

## Жизнеописание
Святитель Гурий носил до пострижения имя Григорий и происходил из семьи бедных дворян Руготиных, родился в селе Радонеже. Григорий поступил на службу в дом князя Ивана Пенькова и был у него управляющим имением. Князь по навету слуг, обвинивших Григория в связи с княгиней, посадил его в земляной сруб. В срубе Григорий провёл около двух лет, зарабатывая себе на пропитание написанием азбуки для обучения детей. Согласно житию, через два года дверь темницы сама открылась и Григорий, взяв бывшую с ним икону Богородицы, пошёл в Иосифо-Волоколамский монастырь, где принял постриг с именем Гурий.
В монастыре Гурий продолжал свои аскетические подвиги, к которым приучился ещё в темнице. В 1543 году он был избран игуменом Иосифо-Волоколамского монастыря и управлял братией в течение девяти лет. После покорения Казани и учреждения там архиерейской кафедры, Гурий по жребию был избран на неё архиепископом. 3 февраля 1555 года в Москве Гурий Собором русских архиереев был рукоположён в сан архиепископа Казанского. Вместе с Гурием в Казань отправился его ученик и будущий преемник Герман.
Возглавив новую епархию, Гурий проводил миссионерскую работу. За восемь лет его управления Казанской епархией были основаны четыре монастыря, построен Благовещенский кафедральный собор и более десяти городских церквей.
В 1561 году святитель тяжело заболел, его по большим праздникам приносили в собор на литургию, которую он слушал сидя или лёжа. 2 декабря 1563 года Гурий принял великую схиму, пострижение совершал его друг и ученик Варсонофий, епископ Тверской. Скончался святитель Гурий 5 декабря 1563 года и был погребён в Спасо-Преображенском монастыре Казанского кремля.

## Обретение и перенесение мощей
Обретение мощей святителя Гурия произошло в 1595 году (вместе с обретением мощей святителя Варсонофия). Открытие мощей совершил будущий патриарх Гермоген, который также составил первое краткое житие святителя Гурия. Мощи были обнаружены в ходе строительства новой каменной церкви в Спасо-Преображенском монастыре. Тогда у алтарной стены прежнего деревянного храма были откопаны неповреждённые тлением гробы с телами святителей, которые были открыты Гермогеном при большом стечении народа. Об открытии мощей Гермоген писал:

Видехом диво, его же не надеяхомся. Рака бо святаго бе полна благоуханна мира, как чистой воды, мощи же святаго Гурия вверху мира, яко губа ношахуся. Нетлением бо одари Бог честное и многотрудное его тело, яко и ныне зрится всеми. Токмо мало верхния губы тление коснуся, прочие же его уды целы быша, ничем же невредимы. Осязахом же и погребальные ризы его и бяху крепки зело. Потом же открыхом раку преподобнаго Варсонофия и видехом: многим нетлением почтени от Бога мощи святаго Варсонофия. К ногам преподобнаго тление коснуся, но обаче не токмо кости не разрушены, но крепки бяху зело и никакоже слабости в составе имуще, яко же и Гурию святителю. И погребальныя ризы такожде, яко и Гурию преподобному, новых крепчае.

20 июня 1630 года мощи святителя Гурия были перенесены из Спасо-Преображенского монастыря в кафедральный Благовещенский собор города Казани. С осени 1918 года они пребывали в Казанском Богородицком монастыре, затем в приходской церкви Параскевы Пятницы, в Петропавловском соборе, а с середины 1930-х годов были перенесены в Церкви святых благоверных князей Феодора, Давида и Константина, Ярославских чудотворцев на Арском кладбище, где и находятся в настоящее время.

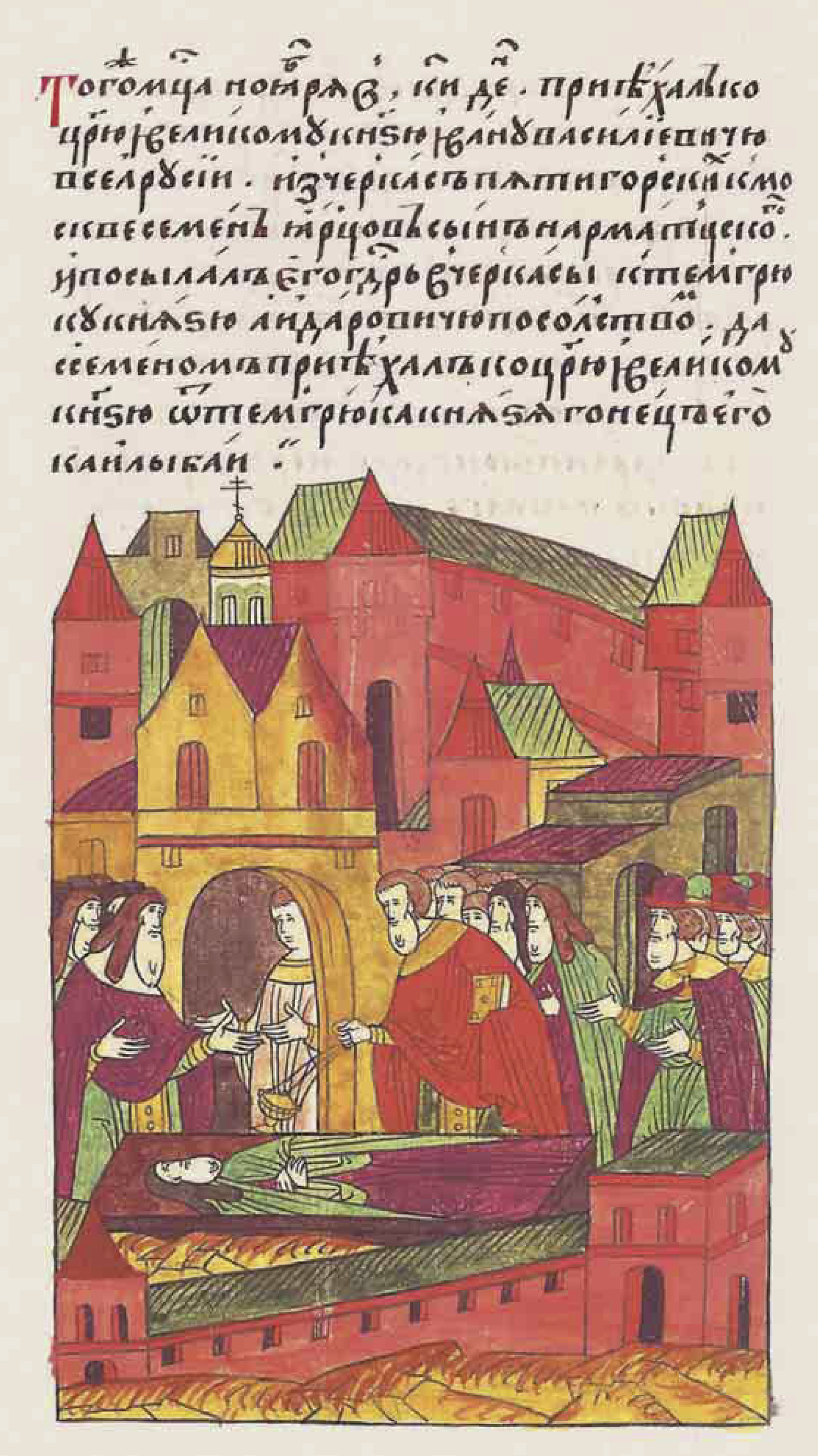
Миниатюра Лицевого летописного свода
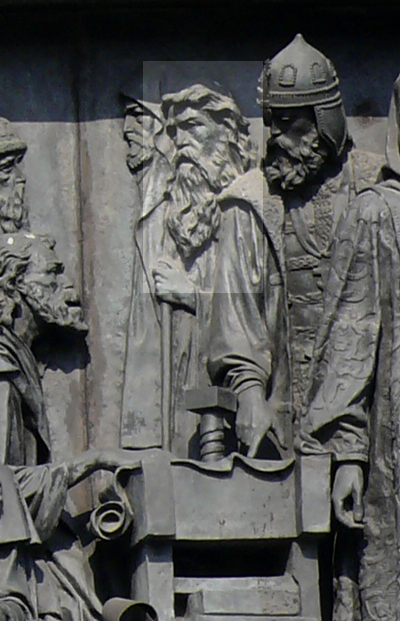
Архиепископ Гурий на Памятнике «1000-летие России» в Великом Новгороде
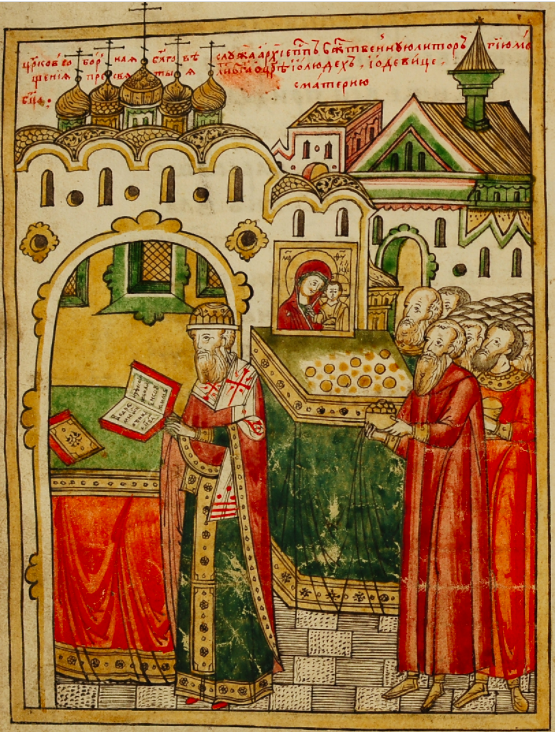
Архиепископ Гурий во время службы у Казанской иконы Пресвятой Богородицы